# Sidecar

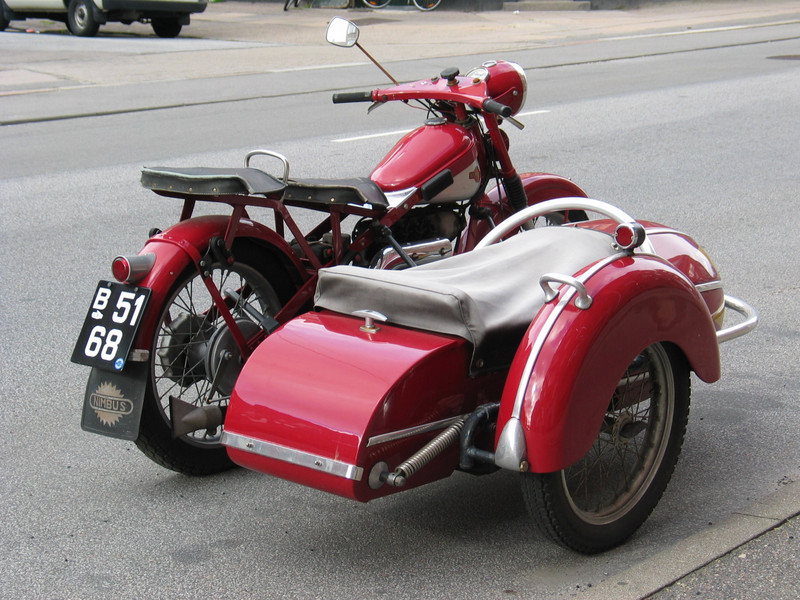
Motocicleta (danesa) amb sidecar dels volts de 1940

Un sidecar (locució anglesa traduïble per 'cotxe lateral') és una caixa muntada sobre un bastiment proveït d'una roda lateral que, fixada a un dels costats d'una motocicleta, permet d'augmentar-ne la capacitat. També es coneix vulgarment com a sidecar el conjunt de motocicleta i sidecar, mentre que en l'àmbit esportiu aquest conjunt s'abreuja sovint com a side i es denomina també equip, conjunt, combinació o plataforma.

## Història

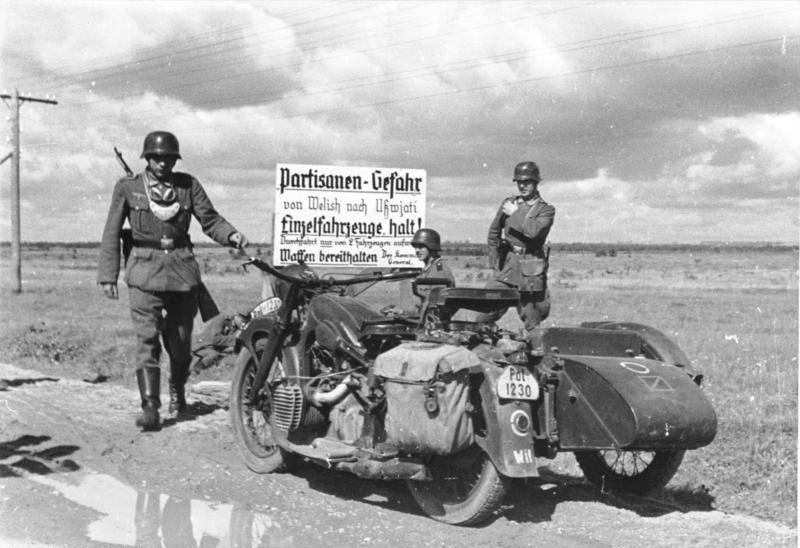
Soldats alemanys amb un sidecar BMW R12 durant la II Guerra Mundial

Els sidecars s'han fabricat des de començaments del segle xx. Fins a la dècada de 1950 varen ser molt populars, ja que oferien una alternativa barata als automòbils; històricament han estat també emprats per cossos militars, policia i entitats cíviques com ara el Reial Automòbil Club de Catalunya. Durant la Segona Guerra Mundial, les tropes alemanyes varen fer servir molts sidecars, sobretot de les marques BMW i Zündapp. Als sidecars militars alemanys, francesos, belgues, britànics i soviètics, la roda del sidecar sovint era també motriu, de vegades per mitjà d'un engranatge diferencial, per tal de millorar la resposta del vehicle fora d'asfalt.
Una de les empreses fabricants de sidecars més antigues del Regne Unit, Watsonian, fou fundada el 1912. Actualment continua activa com a Watsonian Squire. L'empresa d'automòbils Jaguar fou fundada el 1922 com a fabricant de sidecars, amb el nom de Swallow Sidecar Company.
Ja el 7 de gener de 1903 aparegué un sidecar en una caricatura de George Moore, dins un exemplar del diari britànic Motor Cycling. Tres setmanes més tard, se'n va concedir una patent provisional a Mr. W. J. Graham, de Graham Brothers (a Enfield, Middlesex, qui es va associar amb Jonathan A. Kahn per a començar-ne la producció.

## Disseny
Una motocicleta amb sidecar és un vehicle de tres rodes amb la roda del costat no alineada directament amb la roda posterior de la motocicleta, i en general és propulsat només per la roda del darrere. Això el diferencia d'un tricicle motoritzat (conegut com a trike), vehicle amb les dues rodes del darrere motrius i unides per un eix. Tanmateix, es diu que ja el 1929 P.V. Mokharov (a la Unió Soviètica) i H.P. Baughn (al Regne Unit) varen ser els primers a incorporar una roda de sidecar motriu. Els equips de dues rodes motrius de Baughn varen tenir tant d'èxit en proves de sidecartrial durant la dècada de 1930 que hi hagué intents d'aconseguir que l'ACU en prohibís la participació.

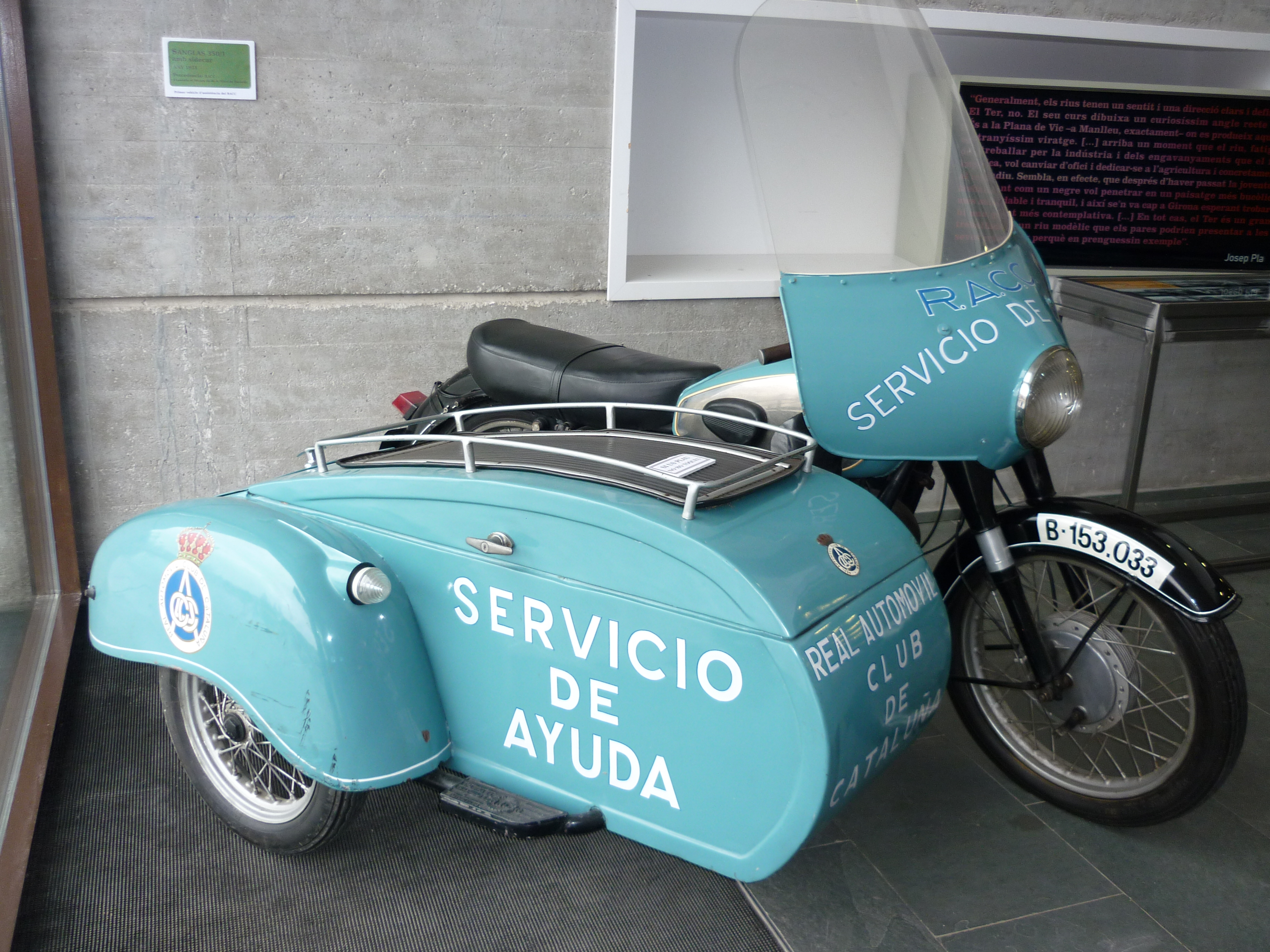
Sanglas 350.1 de 1957 amb sidecar, emprada pel RACC durant els anys 50

Un gran nombre d'empreses experimentà amb la tracció a les dues rodes en esdeveniments esportius, i moltes varen incorporar aquest avenç en vehicles militars abans del començament de la Segona Guerra Mundial. Actualment, el fabricant rus Ural produeix diversos models amb tracció a les dues rodes que pot ser habilitada a voluntat.
El sidecar es compon d'un bastidor (que originalment anava fixat rígidament al bastidor de la motocicleta d'un costat i suportat per la roda del mateix sidecar de l'altre), i d'una carrosseria, la qual disposa normalment d'un seient per al passatger i un petit maleter al darrere. En alguns casos el sidecar té una capota de lona desmuntable. En algunes preparacions es fa servir la carrosseria del sidecar per a transportar-hi càrrega, com en la plataforma d'un camió, o eines (aquest era el cas, per exemple, dels sidecars Sanglas que feia servir el RACC a Catalunya durant la dècada de 1960). El sidecar va muntat típicament de manera que la motocicleta quedi més a prop del centre de la carretera, és a dir, amb el sidecar a la dreta per a circular per la dreta.
El 1913, l'inventor nord-americà Hugo Young (de Loudonville, Ohio), va dissenyar un sidecar nou que no anava fixat rígidament a la motocicleta. En comptes d'això, el seu invent feia servir una connexió flexible que permetia el sidecar de girar, pujar i baixar sense afectar l'equilibri de la moto. Aquesta va ser una gran millora sobre el disseny original i proporcionà més seguretat i comoditat tant al passatger com al conductor.
Young va fundar aleshores a Loudonville la Flxible Sidecar Company (la primera "i" s'eliminà del nom per a permetre'n el registre com a marca comercial) i aviat va esdevenir el major fabricant de sidecars del món. Quan la dèria de la motocicleta va començar a esvair-se durant la dècada de 1920, a causa de la comercialització de cotxes més assequibles, i les curses de sidecar foren prohibides als EUA, Flxible passà a produir autobusos, ambulàncies i cotxes fúnebres.

### Peculiaritats de la conducció

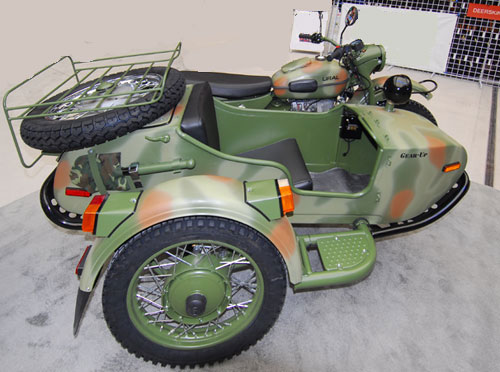
Ural "Patrol" amb dues rodes motrius

El sidecar fa que el maneig de la motocicleta sigui asimètric. Sense fre a la roda no motriu del sidecar, aquesta empenyeria la moto cap endavant durant la frenada, i cap al sidecar durant l'acceleració. Tot i que es diu que un pilot de sidecar "condueix" més que no pas "munta", la comparació amb un automòbil és feble. La posició del cos de conductor i passatger afecten l'assoliment d'altes velocitats, especialment sobre terra o altres superfícies irregulars. Si la geometria de moto i sidecar no estan coordinades la combinació serà inestable, sobretot a alta velocitat, amb tendència al balanceig durant les fases d'acceleració i desacceleració.
La geometria de la direcció de la moto, creada originàriament per a un vehicle d'una sola traçada d'inclinada, s'ha configurat per a girar lleugerament lluny de la desviació imposada pel sidecar. Per tal d'aconseguir-ho, la motocicleta se subjecta rígidament amb uns pocs graus d'inclinació oposats al sidecar, al mateix temps que la roda del sidecar es gira pocs graus cap a la línia central del vehicle, proporcionant així un equilibri que resulta en una traçada recta còmoda a l'hora de circular. La majoria dels sidecars també estan equipats amb dispositius d'amortiment de la direcció, tant de fricció com hidràulics, per tal de reduir els efectes sobre el maneig de sotragades causades sovint per l'estat del ferm.

### Sidecars de bicicleta
A vegades s'han muntat sidecars en bicicletes. Els de la marca "Watsonian" varen ser força populars des de la dècada de 1930 fins a la de 1950 al Regne Unit. Resta el problema de l'aplicació d'empenta lateral a components lleugers construïts només per a resistir forces radials. Tanmateix, els trisikad de les Filipines estan sovint configurats així.

## Regulacions
Els sidecars se situen normalment al costat de la motocicleta més proper al voral de la carretera en el sentit de la marxa, i el pilot va per tant assegut al costat més allunyat, tal com passa amb els automobilistes, que van asseguts a l'interior del vehicle al costat allunyat del voral. A Austràlia i el Regne Unit, els sidecars importats dels EUA o del continent europeu farien que el pilot quedés al costat proper al voral i, per tant, hi són prohibits.
A la República de la Xina (Taiwan), l'article 39-2 del Reglament de Seguretat del Trànsit prohibeix la matriculació de motocicletes noves amb sidecar, però no es restringeix de forma específica muntar-n'hi un més tard.

## Fabricants
Tot i que els sidecars han anat esdevenint menys freqüents d'ençà de mitjan dècada de 1950, hi ha una sèrie de fabricants arreu del món que han seguit produint-ne per a moltes motocicletes i escúters populars. Entre els fabricants de sidecars actius cal esmentar:
- Watsonian Squire i Wasp Motorcycles[5] a Anglaterra
- Louis Christen Racing i GG Duetto a Suïssa
- IMZ-Ural iVMZ per a Izh a Rússia[6]
- Harley-Davidson als EUA
- Cozy a l'Índia
- Hongdu i Zhuzhou a la Xina

## Esport

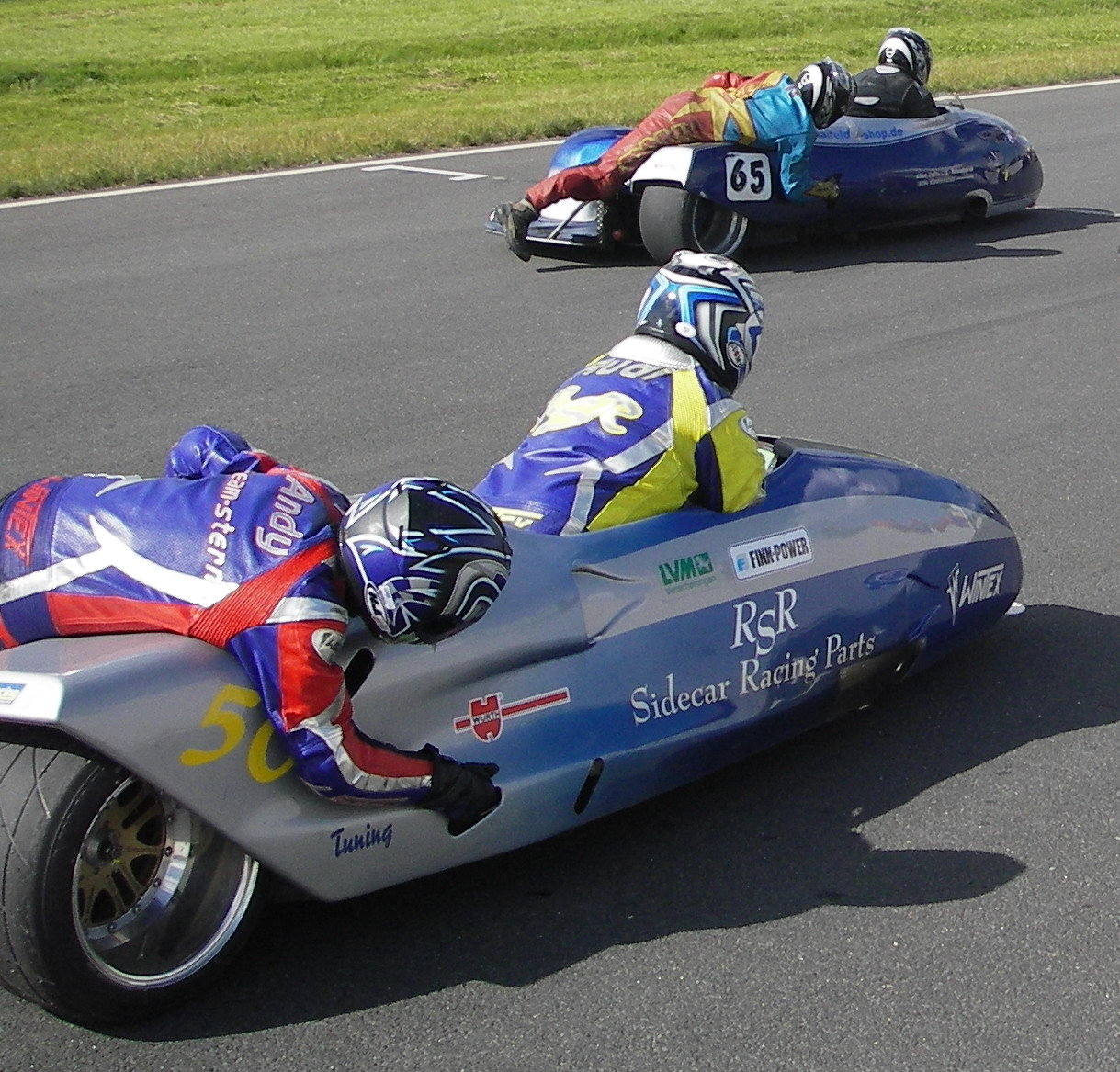
Sidecars tipus Fórmula 1 a la graella de sortida

Hi ha competicions de sidecars a diverses modalitats del motociclisme, com ara el motocròs (vegeu sidecarcross), trial (vegeu sidecartrial), enduro, grasstrack, speedway i velocitat, amb categories específiques per a sidecar (fins i tot a països nòrdics se'n fan curses sobre gel). L'esport té seguidors a Europa, EUA, Japó, Austràlia i Nova Zelanda. Els sidecars es classifiquen sovint per l'època o la capacitat del motor, essent les curses de sidecars històrics més populars que les dels actuals. A les curses de velocitat, els sidecars de les categories més antigues s'assemblen normalment a motocicletes normals amb l'adjunció d'una plataforma, mentre els més moderns són baixos i llargs, i sovint tenen molt a veure amb la tecnologia de l'automobilisme de competició. En tots els tipus de curses de sidecar, hi ha un pilot i un passatger que treballen plegats per a fer evolucionar la màquina, la qual seria gairebé ingovernable si el passatger no estigués en la posició correcta.
Els sidecars de velocitat varen començar a allunyar-se del normal desenvolupament de la motocicleta durant la dècada de 1950, esdevenint cada vegada més baixos i amb rodes de diàmetre més petit, a l'hora que mantenien el carenat tipus "galleda d'escombraries", prohibit en competició de motocicletes en solitari d'ençà de 1957. Cap a la dècada de 1970 tots aquests sidecars empraven amples pneumàtics llisos i tenien aspecte de cotxe monoplaça, amb el pilot agenollat darrere el motor en comptes d'anar assegut en un seient; el motor era generalment de dos temps i 500 cc. A finals dels 70 els sidecars varen començar a adoptar la direcció al centre de l'equip i més tard els motors es varen traslladar a la part posterior del conductor, per tal d'abaixar encara més el centre de gravetat. Tot això feia el sidecar molt llarg.

### F1 i F2
Els sidecars que competien al campionat del món especial, conegut com a Superside, eren tots del tipus monocasc central llarg, essent els més comuns els LCR, ART o Windle, amb motors quadricilíndrics de quatre temps i 1.000 cc (el més popular era el de Suzuki GSX-R1000). Aquests sidecars són coneguts a nivell nacional i de clubs com a sidecars de Fórmula 1, a diferència dels de Fórmula 2, que són màquines de frontal curt que han de tenir un bastidor de tub d'acer i forquilles anteriors, mentre els monocasc i la direcció central hi són prohibits. Els motors són de 350 cc dos temps o de 600 cc quatre temps. Els sidecars F2 disputen el seu propi campionat, tot i que sovint corren a la pista juntament amb els F1, cadascun puntuant pel seu propi campionat.
Des de 1990, al TT de l'Illa de Man, el Sidecar TT ha estat únicament seguit per sidecars de Fórmula 2, ja que els de Fórmula 1 eren considerats massa ràpids (aleshores fregaven els 174 km/h de mitjana). El 2006, però, els sidecars de F2 eren encara més ràpids que aquells, arribant als 187 km/h de mitjana.
- Tipus de competicions de sidecar:

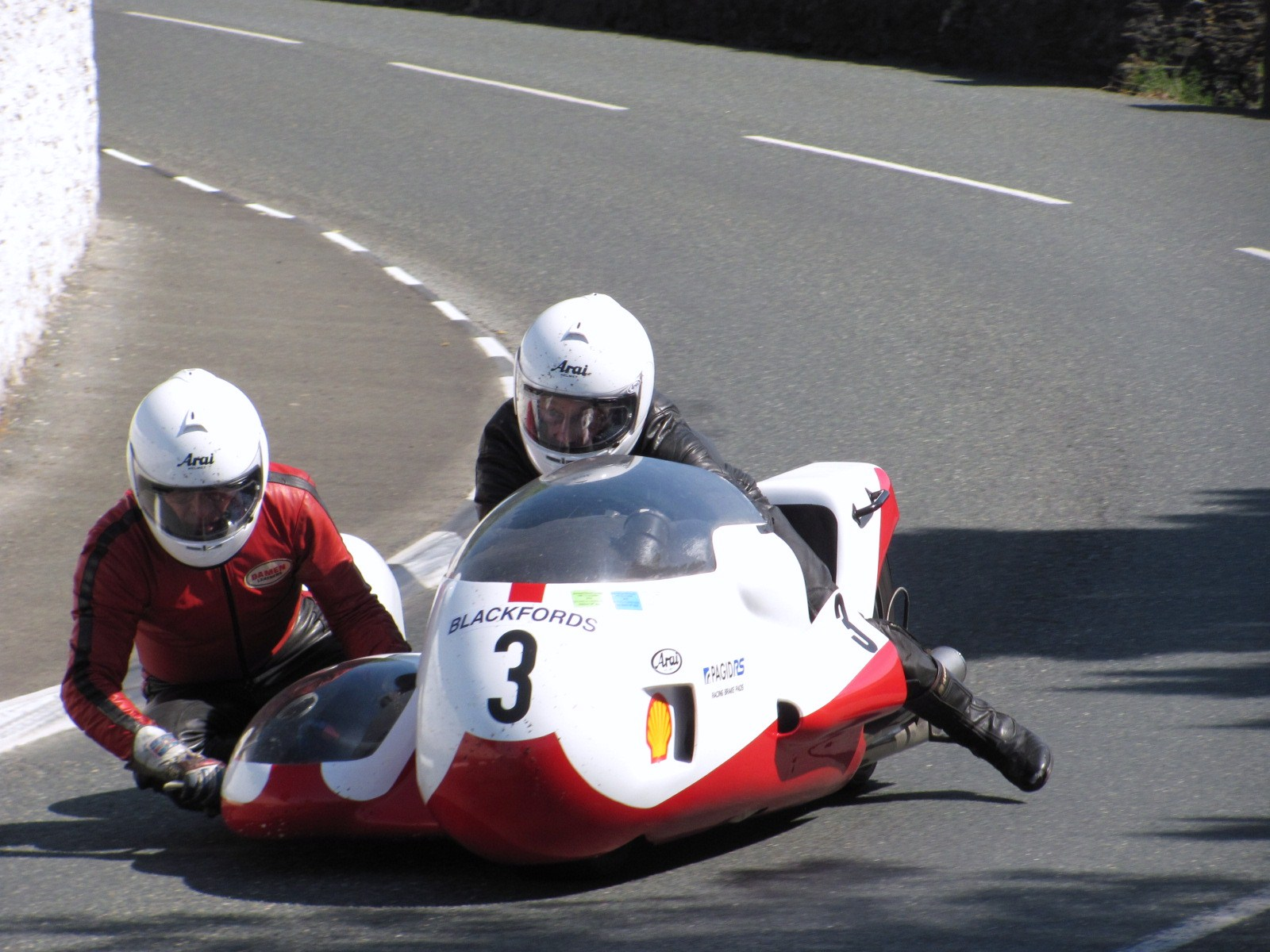
Velocitat (Sidecar BMW clàssic)
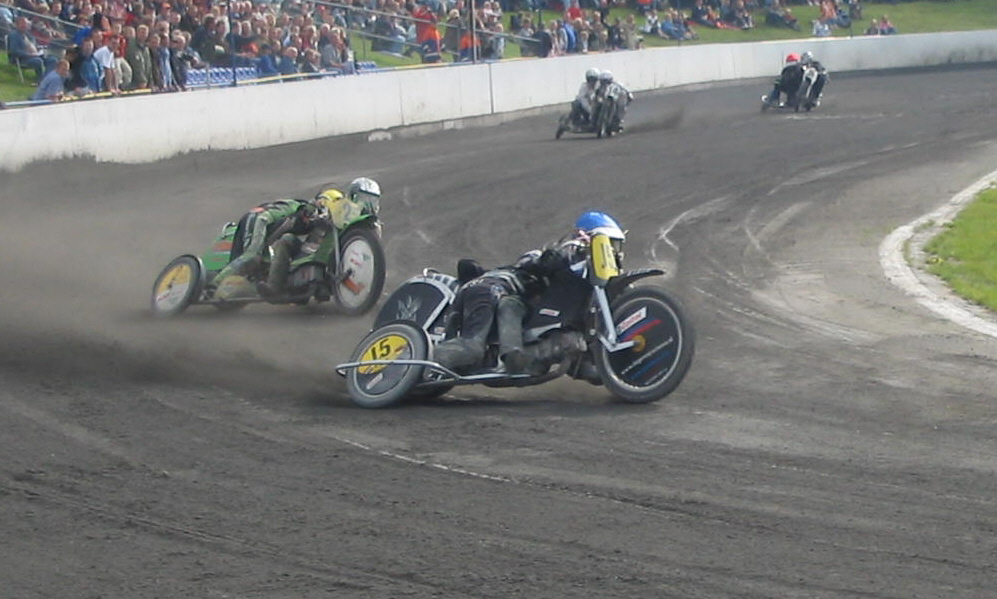
Speeedway
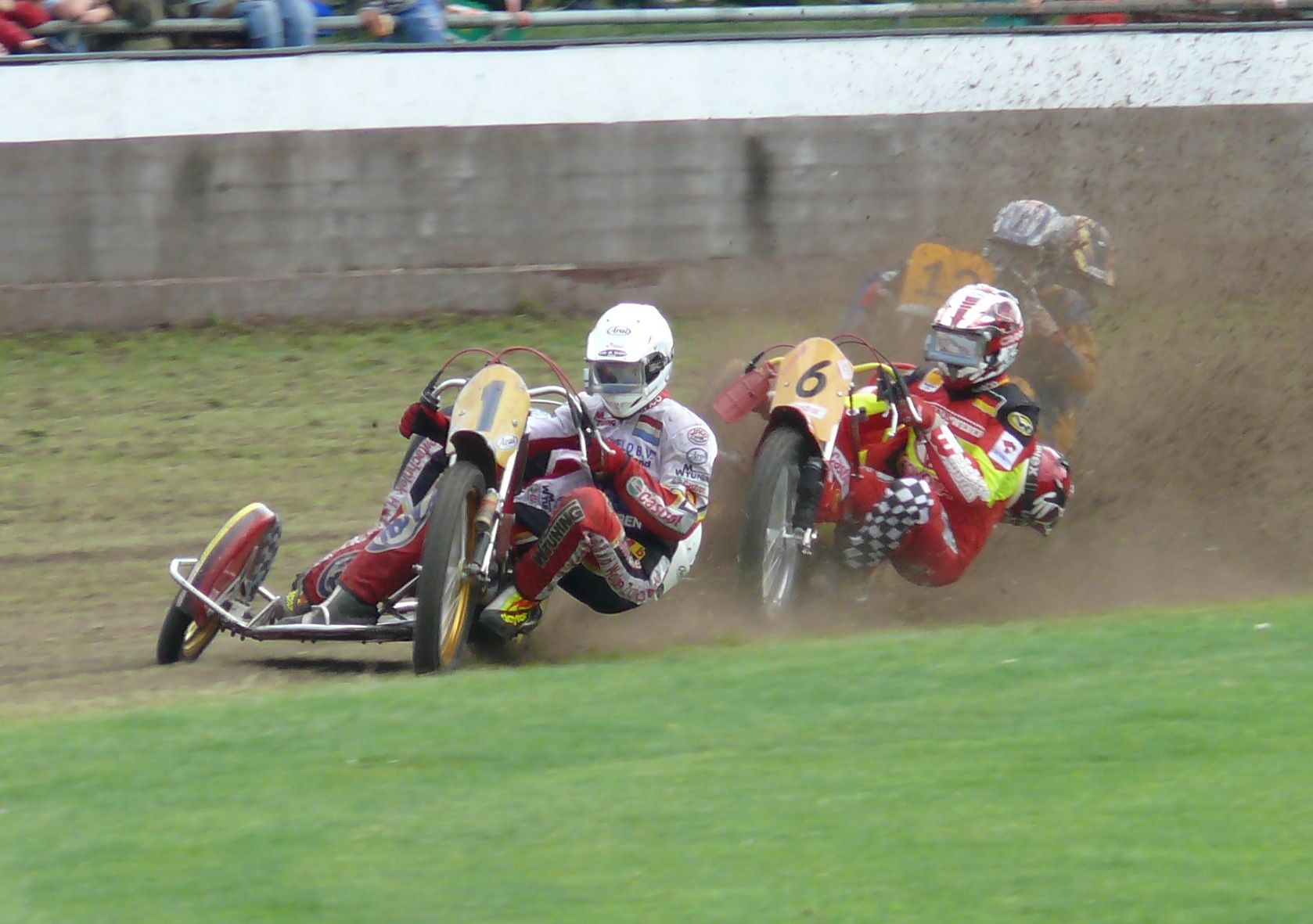
Grasstrack
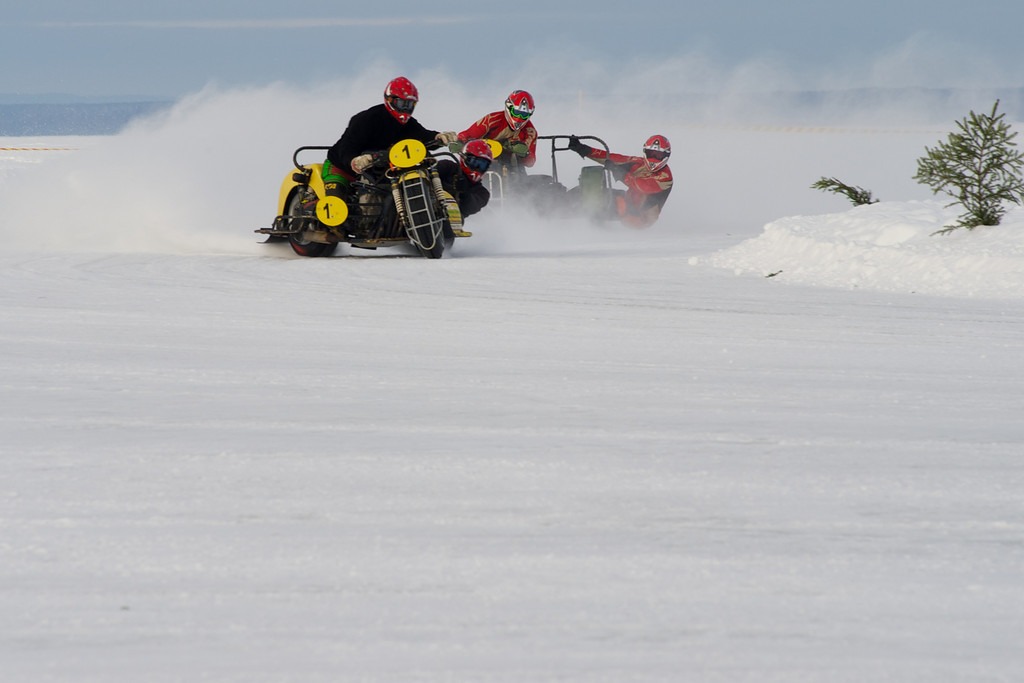
Curses sobre gel
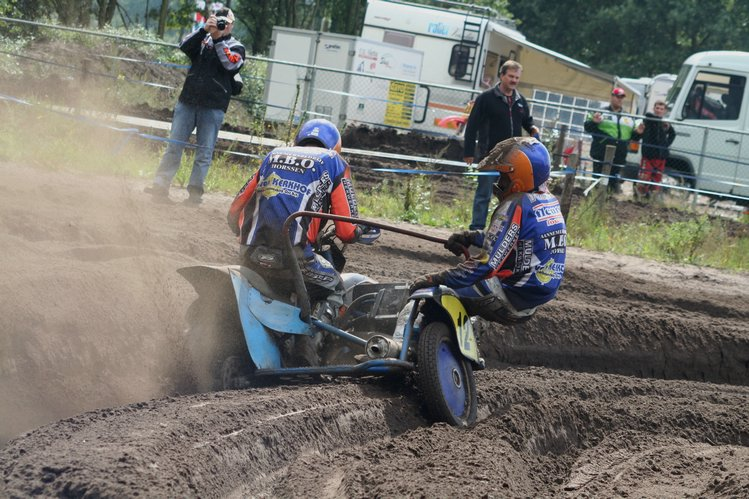
Sidecarcross
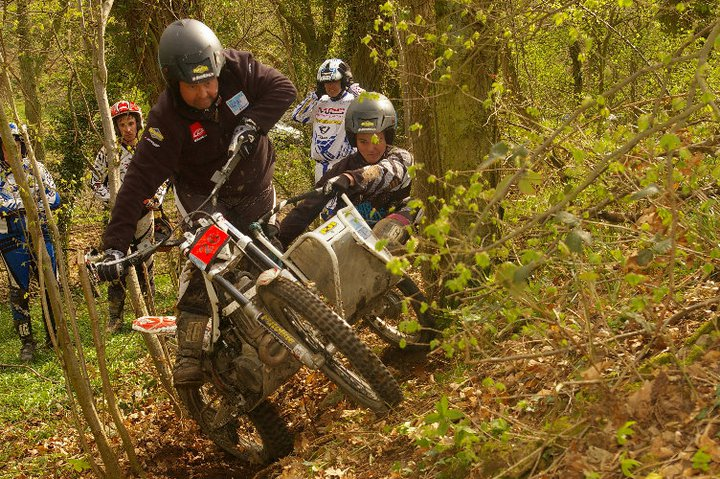
Sidecartrial